# Tokutomi Roka
Tokutomi Roka (徳冨 蘆花) es el seudónimo literario de Kenjirō Tokutomi (徳富 健次郎 ), Tokutomi Kenjirō: 8 de diciembre de 1868, Minamata, Japón – 18 de septiembre de 1927, Ikaho. Fue un escritor y filósofo cristiano japonés de los periodos Meiji (1968-1912) y Taisho (1912–1926). Su hermano mayor fue el periodista nacionalista Tokutomi Sohō.

## Biografía
Hijo del intelectual y educador confuciano Tokutomi Kazutaka y hermano menor del historiador y periodista Tokutomi Sohō, Roka ingresó en 1874 en la universidad Dōshisha, fundada por Niijima Jō y fuertemente influida por los valores del Puritanismo, pero no llegó a terminar la carrera. A los 20 años se trasladó a Tokio para trabajar como corrector y traductor en la editorial Minyusha. fundada por su hermano. De esos años data su interés por Tolstói y Goethe.
La principal influencia literaria de Roka fue León Tolstói, el escritor ruso marcó su estilo literario y sus ideas filosóficas y su modo de vida. En 1906, mientras realizaba un viaje por Europa que finalizaría con una peregrinación a Jerusalén, tuvo la oportunidad de entrevistarse con Tolstói en su finca Yásnaya Poliana. Plasmó las impresiones del viaje y de su encuentro con Tolstói en Junrei Kiko. De regreso a Japón decidió poner en práctica los ideales del cristianismo libertario y la vuelta a la naturaleza y se instaló en una pequeña granja de la por entonces zona rural de Kasuya (actual distrito de Setagaya) donde practicó la agricultura como “campesino esteta” (biteki hyakushō 美的百姓) hasta su muerte en 1927. 
Tras el fallecimiento de su esposa, la propiedad fue donada a la ciudad de Tokio para ser convertida en un parque, llamado Roka Kōshun-en en su honor.

## Obras
Como novelista Roka conoció el éxito total de público en vida. Namiko, publicada primero por entregas en el periódico Kokumin Shinbun de 1898 a 1899, se convirtió en la novela más vendida de la era Meiji cuando fue editada en formato libro un año después. Su éxito traspasó fronteras y fue traducida al inglés, al francés, al alemán, al italiano y al español.
Sus ensayos agrupados bajo el título de Shizen to jinsei conocieron igualmente un sorprendente favor popular: doscientas impresiones solamente en los quince años de la era de Taisho. Su difusión propició la moda por los viajes entre mucha gente de su tiempo a la que dio ímpetu la creación de la red de los ferrocarriles japoneses. También Omoide no ki, reimpresa ciento cuarenta y cinco veces en los veinticinco años que sucedieron a su publicación, es todavía hoy aceptada como un clásico de la época.
- Hototogisu (不如帰; 1900; traducida al español como Namiko, 2011).
- Shizen to jinsei (自然と人生; 1900; Naturaleza y vida).
- Omoide no ki (思出の記; 1901; Relato de recuerdos)
- Kuroshio (黒潮; 1902; Corriente negra).
- Yadorigi (寄生木; 1909; Muérdago).
- Mimizu no tawakoto (みみずのたはこと; 1912; Palabras necias de una lombriz de tierra).
- Kuroi me to chairo no me (黒い目と茶色の目; 1914; Ojos negros, ojos pardos).
- Fuji (富士山; 1925)
- Kaijin (灰燼; 1929; Cenizas)